# Selenia delineata
Selenia delineata là một loài bướm đêm trong họ Geometridae.